# 中央广播电台 (汪精卫国民政府)
中央广播电台（1941—1945年）是汪精卫国民政府的官方电台，电台旧址在南京游府西街廖家巷2号。1941—1943年廣播的意識形態是和平反共建國（也是汪精卫国民政府国旗的標識），自1943年2月5日汪精卫国民政府及其电台改持國共合作立場，與中國共產黨敵後根據地和支那派遣军保持友好。

## 建制史
1937年11月中華民國在淞沪会战戰敗，蔣介石南京國民政府攜同電台官員由南京遷都重慶，中央广播电台台址丟空，至1938年9月10日中支那派遣军報道部于原址建立南京放送局（中文又譯南京广播电台）。梁鴻志維新政府嘗試收回电台未果；至1941年3月26日汪精卫南京国民政府中国广播事业建设协会收回电台，1941年3月30日起播音，定名中央广播电台。其后增一小型发射台。无线电台呼号沿用了上一屆南京國民政府電台的XGOA，此呼号也為蔣介石重慶國民政府的電台使用。蔣介石重慶國民政府不承認其合法性，稱之“汪伪”南京广播电台。
1945年8月10日早晨7时，日本首相鈴木貫太郎接受《波茨坦公告》；当晚，汪精卫国民政府中央广播电台职员冒险中断转播東京放送局的《大东亚联播》节目，改为转播蔣介石重庆国民政府中央广播台播报的《波茨坦公告》消息。1945年8月15日，東京放送局廣播昭和天皇的玉音放送；次日中午12时，蔣介石重庆国民政府军统局南京站站长周镐奪取汪精卫国民政府中央广播电台的指揮權，广播中华民国抗日战争结束的消息。8月30日，国民党中央广播事业管理处正式接收汪精卫国民政府中央广播电台。

## 廣播內容
中央电台每天播音3次、共12小时30分钟，节目有新闻、政府公报、时事讲述、一周时局报告、广播演讲、经济新闻、日语讲座和故事、歌唱、戏剧，以及转播東京放送局的《大东亚联播》节目。1941年12月8日太平洋战争爆发以后，增加了日语新闻、大东亚问题、军事解说等节目。此外，还曾设有早晨讲座、趣味谈话、体操、党义讲座、防空讲座、生活讲座、卫生讲座、青年节目等。
1941—1943年廣播的意識形態為「和平反共建國」（也即是汪精卫国民政府国旗的標識），自1943年2月5日汪精卫国民政府及其电台改持國共合作立場，與中國共產黨敵後根據地和支那派遣军保持友好，並有收編中共八路軍和中共新4軍為汪精衛和平建國軍的意圖。